# Liz Allen
Liz Allen (Dublino, 1969) è una scrittrice irlandese.
È l'autrice del best seller Last to Know. Ha scritto il suo primo articolo per un quotidiano a quindici anni. Ha lavorato anche per diversi quotidiani nazionali come cronista di cronaca nera da Dublino. Nel 2001 ha lasciato il giornalismo per dedicarsi a tempo pieno all'attività di scrittrice.

## Opere
- Last to Know
- The Set-up